# Andreas Munch
Andreas Munch (Oslo, 19 ottobre 1811 – Vedbaek, 27 giugno 1884) è stato un poeta e drammaturgo norvegese.
Tra le sue raccolte di poesie troviamo: Poesie vecchie e nuove (1848), Dolore e confronto (1852). Ha inoltre scritto per il teatro:  La giovinezza del re Sverre (1837), Il duca Skule (1864).